# Neophyte (Gruppe)
Neophyte (engl. für Beginner, Anfänger) ist eine niederländische Hardcore-Techno-Gruppe bestehend aus Jeroen Streunding, Danny Greten und Robin van Roon, der Neophyte später verließ und durch Jarno Butter ersetzt wurde. Ein weiteres Pseudonym ist Bodylotion.

## Geschichte
Gegründet wurde Neophyte von Jeroen Streunding, der auch als Disc Jockey (DJ) Neophyte solo auftritt, 1992 in Rotterdam. Neophyte veröffentlichen derzeit wieder Platten und betreiben auch weiterhin ihr Plattenlabel Neophyte Records mit Künstlern wie Evil Activities, Tha Playah und Proto-X. Neophyte treten live auch als Masters of Ceremony auf, zu denen sie weiterhin als fester Bestandteil zählen. Unter vielen Gabbers genießen Neophyte Kultstatus. Zu Neophytes Hits zählen zum Beispiel „Always Hardcore“, „Happy is voor Hobo's“, „Hardcore To Da Bone“ oder auch „I Will Have That Power“ (zusammen mit DJ Panic als Hard Creation).
Neophyte treten häufig auf größeren Events wie zum Beispiel Thunderdome, Qlimax, Q-Base und Masters of Hardcore auf.

## Neophyte Records Allstars
Aktuell treten DJ Neophyte, DJ Panic, Evil Activities und Tha Playah unter dem Namen „Neophyte Records Allstars“ auf.